# The 405
The 405 — колишній незалежний онлайн-журнал з Лондону, який зосереджувався на музиці та популярній культурі.
Журнал висвітлював переважно теми незалежної музики, кіно, мистецтва, технологій та моди. У ньому публікувалися незалежні музичні огляди, статті, інтерв'ю та медіаматеріали. The 405 заснував у 2008 році Олівер Примус, який залишався його редактором до закриття сайту. Першу статтю опубліковано 28 квітня 2008 року. Назва вебжурналу походить від назви пісні гурту Death Cab For Cutie з альбому We Have the Facts and We're Voting Yes, яка своєю чергою є посиланням на автомагістраль I-405 у Сіетлі, штат Вашингтон.
Вебжурнал співпрацював з такими фестивалями, як Green Man, Iceland Airwaves і Le Guess Who? The 405 був відзначений рядом видань, таких як BBC, Clash, The Daily Telegraph, The Guardian, Pitchfork, Stereogum, The Independent та NME. На The 405 також виходили музичні прем'єри, ексклюзивні записи концертних виступів, подкасти та списки відтворення. The 405 закрився 30 листопада 2019 року.